# Margarinotus prometheus
Margarinotus prometheus är en skalbaggsart som först beskrevs av Kryzhanovskij 1966.  Margarinotus prometheus ingår i släktet Margarinotus och familjen stumpbaggar. Inga underarter finns listade i Catalogue of Life.